# Dolu
Dolu är en ort i Azerbajdzjan.   Den ligger i distriktet Astara Rayonu, i den södra delen av landet, 230 km sydväst om huvudstaden Baku. Dolu ligger 638 meter över havet och antalet invånare är 343.
Terrängen runt Dolu är kuperad åt nordost, men åt sydväst är den bergig. Närmaste större samhälle är Archivan, 18,9 km öster om Dolu. 
I omgivningarna runt Dolu växer i huvudsak blandskog. Runt Dolu är det ganska tätbefolkat, med 129 invånare per kvadratkilometer.